# Arrastrero armado

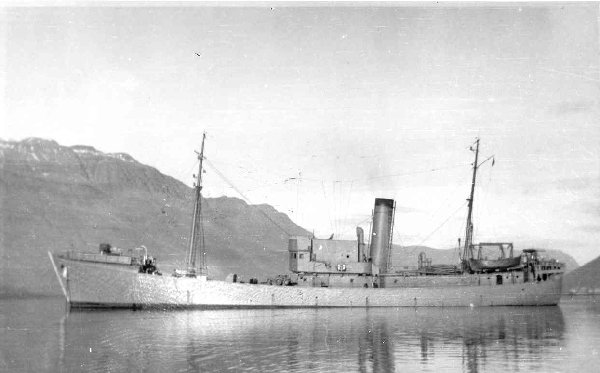
El HNoMS Honningsvåg frente a Islandia.

Un arrastrero armado es básicamente un arrastrero, un tipo específico de pesquero, modificado para ser usado en combate. Este tipo de naves fueron ampliamente empleadas en ambas guerras mundiales, debido a que por su construcción son buques robustos diseñados para llevar a cabo su labor en cualquier condición climática y con amplias y despejadas cubiertas. Se puede crear un dragaminas simplemente sustituyendo el sistema de redes de arrastre. Equipando a la embarcación con cargas de profundidad, sonar y una pieza de artillería se obtiene un cazasubmarinos.

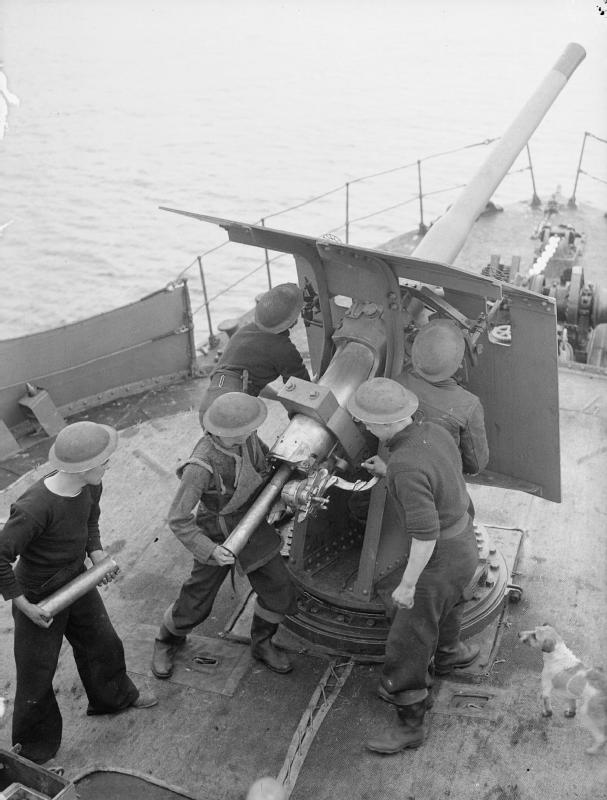
La tripulación de un arrastrero armado carga un cañón de 12 libras a proa de la nave.

## Clase de Arrasteros
- Clase Portuguesa